# Gitta Sereny
Gitta Sereny (Viena, 13 de marzo de 1921-Cambridge, 14 de junio de 2012) fue una periodista, historiadora y biógrafa de origen húngaro cuyos escritos se centran, principalmente, en el Holocausto y en el maltrato infantil. Tras la Segunda Guerra Mundial trabajó para la Administración de las Naciones Unidas para el Auxilio y la Rehabilitación (United Nations Relief and Rehabilitation Administration).

## Biografía
Su padre, Ferdinand Sereny, era un aristócrata húngaro al que apenas llegó a conocer, ya que falleció cuando tenía dos años. Su madre, Margit Herzfeld, era una actriz alemana nacida en Hamburgo. No obstante, la influencia de su padre, anglófilo, fue muy importante en su vida, ya que dejó dispuesto que sus hijos debían ser educados en una escuela inglesa. Su madre, cumpliendo su voluntad, escolarizó a su hija en Stonar House, un internado en Sandwich (Kent). La escuela fue de su agrado desde el primer momento. Su talento, el programa de inmersión lingüística y la dedicación e inteligencia de su profesora, Lee Hindley, comunista, hicieron el resto: en tan solo tres meses, hablaba inglés perfectamente.
En 1934, mientras viajaba de regreso a su internado inglés, su tren tuvo una avería y se vio obligado a parar en Núremberg. Allí, entre los días 5 y 10 de septiembre, se estaba celebrando uno de los más famosos congresos del partido nazi: el que pasaría a la posteridad como «El triunfo de la voluntad», filmado por Leni Riefenstahl. Gitta presenció los desfiles y quedó impresionada por la precisión de los movimientos de quienes participaban, por el entusiasmo y alegría de los asistentes y por el colorido y grandiosidad del espectáculo.
Después de sus años en el Reino Unido, volvió a Viena para realizar sus estudios secundarios en la Mädchenmittelschule Luithlen. Más tarde ingresó en la escuela de arte dramático de Max Reinhardt. Tras la anexión de Austria por la Alemania nazi, su madre se casó en Ginebra con el economista austriaco Ludwig von Mises. Mientras sus padres permanecían en la Suiza neutral, su hermano Guido siguió estudiando en el Reino Unido y ella viajó a Francia.
La segunda vez que Gitta vio a Hitler fue en Viena en 1938, tras el Anschluss; fue enfermera en Francia, en la Segunda Guerra, atendió a los aliados, cuidó a niños desplazados concluida la contienda.
Empezó a publicar libros sobre el nazismo, después de diversas investigaciones. En 2004 fue nombrada Comendador de la Orden del Imperio Británico, por sus servicios.
Uno de sus libros famosos es El trauma alemán, en el que, de forma autobiográfica, recoge una serie de relatos que ilustran parte de la historia nazi que vivió Europa e intentan advertir al lector sobre la necesidad de mantenerse siempre alerta ante el mal y la violencia.
Entre otras obras, en Albert Speer, su lucha con la verdad, transcribió sus largas conversaciones entre 1977 y 1981 con Albert Speer, el arquitecto, ministro de armamento y favorito de Hitler, quien más tarde llegaría a ser el número dos del nazismo antes de la derrota.

## Obra
- The case of Mary Bell (1972, 1995)
- Into That Darkness (1974, 1995)
- The invisible Children (1984)
- Cries Unheard (1998).

## Traducciones
- En aquellas tinieblas, Unión Editorial, 1978 ISBN 978-84-7209-077-4
- El trauma alemán: testimonios cruciales de la ascendencia y la caída del nazismo, Ediciones Península 2005 ISBN 978-84-8307-692-7
- Albert Speer, su batalla con la verdad, Ediciones B, 2006 ISBN 978-84-666-2665-1
- Desde aquella oscuridad: conversaciones con el verdugo: Franz Stangl, comandante de Treblinka, Edhasa, 2009 ISBN 978-84-350-2698-7